# Nanango
Nanango est une ville du sud-est du Queensland, en Australie, à 201 kilomètres au nord-ouest de Brisbane à l'intersection de la D'Aguilar Highway avec la Burnett Highway. En 2006, sa population est de 3 183 habitants.
Le nom de la ville est d'origine aborigène mais son sens n'est pas connu.
Son économie repose sur les mines de charbon, l'agriculture (élevage de bovins et de porcs) et l'exploitation de la forêt.

## Référence
- Statistiques sur Nanango